# Кароліна Кресчентіні
Кароліна Кресчентіні (італ. Carolina Crescentini; 18 квітня 1980, Рим, Італія) — італійська кіноакторка.

## Біографія
Кароліна Кресчентіні є випускницею «Експериментального центру кінематографії» і зіркою відомого італо-іспанського фільму «Parlami d'Amore», реж. Сільвіо Муччіно. Вона працювала з режисерами Джуліано Монтальдо «I demoni di San Pietroburgo» і Фаусто Бріцці — фільм «Notte prima degli esami oggi».

## Фільмографія
- 2006: H2Odio (Hate 2 O)
- 2007: Notte prima degli esami — oggi
- 2007: Cemento armato
- 2008: Parlami d'Amore (Talk to Me About Love)
- 2008: I demoni di San Pietroburgo (The Demons of St. Petersburg)
- 2009: Due partite (The Ladies Get Their Say)
- 2009: Generazione mille euro
- 2009: Il fuoco e la cenere
- 2009: Oggi sposi
- 2010: Холості постріли (Loose Cannons)
- 2011: Boris: The Film
- 2015: Нестійка погода (Tempo instabile con probabili schiarite) — Паола
- 2016: Щастя бути одною (Assolo)
- 2021: (Не)ідеальні парочки (Per tutta la vita)